# Proliferare nucleară
Proliferarea nucleară reprezintă fenomenul de răspândire a armamentului nuclear, materialelor fisionabile și a tehnologiilor/ informațiilor care pot conduce la producera de armament nuclear către state nerecunoscute ca fiind „deținătoare a armamentului nuclear”. 

## Istoria testelor nucleare
Primul test nuclear a fost efectuat în Alamogordo, New Mexico, la 16 iulie 1945, în cadrul Proiectului Manhattan și a avut numele de cod Trinity. Bombele nucleare au fost utilizare în cel de-al doilea Război Mondial asupra orașelor japoneze Hiroshima (6 august 1945) și Nagasaki (9 august 1945). Tonul proliferării nucleare l-a dat competiția SUA-URSS. De atunci, arme nucleare au fost detonate de peste 2000 de ori pentru testarea și demonstrarea scopurilor lor. Singurele țări cunoscute că au detonat asemenea dispozitive sunt Statele Unite ale Americii, Uniunea Sovietică, Marea Britanie, Franța, China, India, Pakistan și Coreea de Nord. Aceste țări sunt declarate puteri nucleare (împreună cu Rusia, moștenind armamentele Uniunii Sovietice).
Cu toate că liderii marilor puteri s-au întâlnit la Geneva în anul 1958 și au interzis testele cu bombe nucleare, numărul acestora a crescut în anii ’60 și ’70 din secolul trecut. Obsesia deținerii armelor nucleare s-a răspândit de la un stat la altul. După SUA, URSS, China și Anglia au urmat India, Franța, Israel și Pakistan. În anii ’70 ultimele două state au intrat și ele în clubul țarilor cu armament nuclear.

## Tratatul de neproliferare a armamentului nuclear

Răspândirea țărilor care dețin armament nuclear:
Roșu: putere nucleară majoră.
Oranj: putere nucleară medie.
Albastru: putere nucleară scăzută.
Negru: putere nucleară nedovedită.

În vederea prevenirii acestui fenomen, la 1 iulie 1968, a fost redactat  Tratatul de neproliferare a armamentului nuclear care a fost semnat de ulterior de 188 de state. Acest tratat permite următoarelor cinci state deținerea armelor nucleare: Franța, Republica Populară Chineză, Uniunea Republicilor Sovietice Socialiste (Rusia), Regatul Unit al Marii Britanii și Irlandei de Nord și Statele Unite ale Americii. Acestea au fost singurele state care posedau acest tip de armament la momentul în care tratatul a fost deschis spre semnare și reprezintă cei cinci membri permanenți ai Consiliului de Securitate al Națiunilor Unite (United Nations Security Council). Două (India și Pakistan) din cele opt puteri nucleare confirmate (altfel spus, cele care au testat, în mod public, armament nuclear) și o putere nucleară neconfirmată (Israel) nu au semnat și nici nu au ratificat tratatul. O altă putere nucleară (Coreea de Nord) s-a retras.
Tratatul de neproliferare a armamentului nuclear prevede o separare între puterile nucleare și celelalte state. Primele se angajează să nu prolifereze orizontal și sã negocieze cu „bună credință“, dezarmarea „la o dată apropiată“. Statele nenucleare promit să nu urmăreascã dobândirea de arme nucleare, au dreptul de a-și dezvolta industrii civile și acceptă autoritatea Agenției Internaționale pentru Energia Atomică.